# ヤングチャンピオン
『ヤングチャンピオン』（略称：ヤンチャン、YC）は、秋田書店が発行している青年向け漫画雑誌。発売日は毎月第2、第4火曜日。
1988年3月22日創刊。創刊時の編集長は壁村耐三。現編集長は梅澤丈文。不良漫画やアウトロー漫画が多いのが特徴で、長く少年画報社の『ヤングキング』が競合誌となっていた。増刊誌は2006年創刊の『ヤングチャンピオン烈』と2014年創刊の『別冊ヤングチャンピオン』がある。その他に毎月第４火曜日に発売の電子版のみの、どこでもヤングチャンピオンがある
1980年代前半に存在した『週刊少年チャンピオン増刊 ヤングチャンピオン』は、類似の誌名で一部の作家や編集者も引き継いでいるが、直接的な繋がりはない。
単行本は「ヤングチャンピオンコミックス（YC COMICS）」レーベルより刊行されており、増刊の『別冊ヤングチャンピオン』も同レーベルより刊行されているが、同じく増刊の『ヤングチャンピオン烈』は専用レーベルとなる「ヤングチャンピオン烈コミックス」より刊行されている。
2018年3月27日、創刊30周年企画として電子グラビア「ヤングチャンピオン デジグラ」が電子書籍取り扱い店で販売開始された。

## 連載作品
- OUT（原作：井口達也、漫画：みずたまこと）2012年No.13 -
- 明日クビになりそう（サレンダー橋本）2017年No.8 -
- 荒くれKNIGHT リメンバー・トゥモロー SUPER BAD（吉田聡）2022年No.1 -
- 馬賭け（やまさき拓味）2024年No.15 -
- 裏の家の魔女先生（西川魯介）2019年No.6 - 、シリーズ連載
- 角栄に花束を（大和田秀樹）2019年No.11 -
- 公道ウルフ（野口賢）2020年No.4 -
- ゴジラ ギャラクシーオデッセイ（石口十）2025年No.12 -
- 極殺道 -グレゴール-（鈴木大）2022年No.14 -
- 去る者は日々に疎し（葉月京）2021年No.1 -
- 惨家（井上三太）2021年No.7 - 、シリーズ連載
- ジャンク・ランク・ファミリー（髙橋ヒロシ）2016年No.19 - 2018年No.6、2018年No.18 - 2019年No.18、2020年No.10 - 2020年No.23、2021年No.11 - 2022年No.12、2022年No.19 - 2023年No.8、2023年No12 -
- 湘南爆走族 ファースト フラッグ（吉田聡）2022年No.3 -
- スキウサギ（キューライス）2017年No.23 -
- すりこみっ!（岡田和人）2024年No.7 -
- 戦国怪獣記ライゴラ（原作：志名坂高次、漫画：星野泰視）2024年No.6 -
- センセ。（春輝）2008年No.3 -
- 地政学ボーイズ 〜国がサラリーマンになって働く会社〜（原案・監修：沢辺有司、漫画：理央）2021年No.21 -
- ちょい釣りダンディ（阿鬼乱太）
- デメキン（原作：佐田正樹、漫画：ゆうはじめ）2009年No.22 -
- 凍牌 〜コールドガール〜（志名坂高次）2021年No.20 -
- バブル 〜チカーノKEI 歌舞伎町血闘編〜（原作：KEI、漫画：今村KSK）2021年No.5 -
- 半グレ―六本木 摩天楼のレクイエム―（原作：草下シンヤ、漫画：山本隆一郎）2020年No.20 -
- POLICE TRIBE K-9（脚本：深見真、吉上亮、作画：斎夏生、協力：モンスターラウンジ、企画協力：AAO Project）2024年No.8 -
- マトリと狂犬 -路地裏の男達-（原作：田島隆、漫画：マサシ）2020年No.11 -
- Mr.CB ミスターシービー（原作：綱本将也、漫画：谷嶋イサオ）2018年No.11 -

### コラム
- カレー沢薫のゆうゆうヘルスケア（カレー沢薫）2017年No.13 - 、

## 連載終了作品

### あ行
- 嗚呼!旧車會（原案・監修：石橋健一郎、漫画：旭凛太郎）2006年No.19 - 2008年No.8、全4巻
- I Love Baseball（水島新司）全1巻
- アジア無頼 〜戦場の突破者〜（原作：宮崎学、脚本：和泉昴、漫画：菊地昭夫）2005年No.13 - 2006年No.6、全2巻
- 足利アナーキー（吉沢潤一）2009年No.6 - 2012年No.4
- あしたのジロー（原作：森高夕次、漫画：荒木光）2017年No.11 - 2017年No.22、『漫画アクション』（双葉社）と合同連載（1話ずつ交互に掲載）
- あほんだら（こしばしげる）2002年No.16 - 2003年No.11、全2巻
- あまからい生活（原作：長尾エボシ、漫画：いくるみかおる）2007年No.22 - 2010年No.10
- 荒くれKNIGHT 黒い残響 完結編（吉田聡）2007年No.20 - 2016年No.6
  - 荒くれKNIGHT リメンバー・トゥモロー（吉田聡）2018年No.7 - 2018年No.14
  - 荒くれKNIGHT リメンバー・トゥモロー アフター・バーナー（吉田聡）2018年No.23 - 2019年No.6
  - 荒くれKNIGHT リメンバー・トゥモロー ダークサイド・エンジェル（吉田聡）2019年No.8 - 2019年No.15
  - 荒くれKNIGHT リメンバー・トゥモロー スライト リターン（吉田聡）2019年No.17 - 2020年No.16
  - 荒くれKNIGHT リメンバー・トゥモロー ゴーストノート（吉田聡）2020年No.17 - 2021年No.8
  - 荒くれKNIGHT リメンバー・トゥモロー デッドフラワー（吉田聡）2021年No.9 - 2021年No.24
- UNDER GROUND（原作：本橋信宏、漫画：たがみよしひさ）全2巻
- イかせて!!バンビーナ（神崎将臣）2006年No.7 - 2007年No.11、全3巻
- 池袋ウエストゲートパーク（原作：石田衣良、漫画：有藤せな）全4巻
  - 池袋ウエストゲートパークR（原作：石田衣良、漫画：有藤せな）2008年No.9 - 2009年No.3、全2巻
- イッキ!!（久寿川なるお）全9巻
- いっツー（岡田和人）2013年No.12 - 2016年No.8
- 犬神博士（丸尾末広）全1巻
- いびつ（岡田和人）2010年No.8 - 2013年No.3
- 院内警察〜アスクレピオスの蛇〜（原作：酒井義、漫画：林いち、監修：野木晋）2021年No.9 - 2024年No.22
- Vision NOA（米原秀幸）2011年No.5 - 2012年No.19
- WINDS（服部かずみ）全1巻
- ウナ・セラ・ディ東京（坂辺周一）全3巻
- ウルトラ怪獣擬人化計画 feat.POP Comic code（原作：円谷プロ、企画・キャラクター原案：POP、漫画：風上旬）2015年No.4 - 2020年No.3
- ウルフガイ（原作：平井和正、作監：余湖裕輝、脚本：田畑由秋、作画：泉谷あゆみ）2007年No.6 - 2011年No.5
- 英雄伝（芝田英行）全2巻
- エイリアン9（富沢ひとし）全3巻
- エクソシスターマリア（井荻寿一）全2巻
- 【閲覧注異】（原作・構成：阿鬼乱太、漫画：DAY WALKER、企画協力：Production魁）2013年No.3 - 2014年No.9
- ENTOTSUYA JACK-煙突屋ジャック-（原作：M.A.T、漫画：谷上俊夫）全3巻
- 大阪ヤンキータイガース（園田ともひろ）2008年No.22 - 2011年No.7
- おヨメにおいで!（高倉あつこ）2006年No.6 - 2006No.24、全2巻
- おれは女が嫌いだ（原作：高橋三千綱、漫画：内山まもる）全2巻
- 俺はどしゃぶり（原作：須藤靖貴、漫画：蔵持賢一）
- オンザティ（原作：高橋三千綱、漫画：本宮ひろ志）全1巻
- 女の子の条件（安彦麻理絵）全2巻
- オンノジ（施川ユウキ）2011年No.10 - 2013年No.6

### か行
- 邂逅の森 新約マタギ伝（原作：熊谷達也、漫画：近藤佳文）2005年No.9 - 2006年No.13、全3巻
- ガキ☆ロック（柳内大樹）2002年No.15 - 2002年No.24、全1巻（単行本は大都社刊）
- 格闘無制限巨娘ターミー（山田浩一）全3巻
- かずみ（川尻よしひろ）全2巻
- ガッチャンコン（いのうえさきこ・とんだばやしロンゲ）2014年No.19 - 2015年No.3
- 神アプリ（栗原正尚）2012年No.9 - 2020年No.22
- 軽井沢シンドロームSPROUT（たがみよしひさ）2002年No.2 - 2006年No.14、全7巻 関連「軽井沢シンドローム」
- カレシがいるのに（柚木N'）2019年No.16 - 2020年No.7、『ヤングチャンピオン烈』に移籍
- 監察医SAYOKO（安富崇史）全5巻
- がんばれドリンカーズ（水島新司）全2巻
- ギチギチくん（丸尾末広）全1巻
- 鬼道天外かなめ（乾良彦）2002年No.1 - 2003年No.7、全3巻
- キャスト（原案：菅生誠司、漫画：江口賢一）全4巻
- ギャングスタードライブ（原作：戸梶圭太、漫画：大西和文）全1巻
- 球鬼Z（藤澤勇希）全2巻
- キューティーハニーSEED（原作：永井豪、漫画：星野小麦）全4巻 関連「キューティーハニー」
- 教科書にないッ!（岡田和人） - 2002年No.19、全18巻
- クズ!!（鈴木大）2012年No.5 - 2021年No.16
- Xenos（村生ミオ）2003年No.22 - 2005年No.10、全4巻
  - ルームシェア XenosII（クセノス2）（村生ミオ）2007年No.2 - 2008年No.17、全4巻
- クランク・イン（川尻よしひろ）全2巻
- 黒い羊（黒川あづさ）全2巻
- クローズ外伝リンダリンダ（原作：髙橋ヒロシ、漫画：ゆうはじめ）2007年No.23 - 2009年No.18、全2巻
- CROSS and CRIME（葉月京）2009年No.12 - 2014年No.4
- ゲンコツソース（沼田純）
- 幻獣ムベンベ（原作：高野秀行、漫画：江口賢一）2005年No.15 - 2006年No.7
- 恋はママならない（片桐兼春）2013年No.3 - 2013年No.10
- 高卒（白銀章）全3巻
- GO（原作：金城一紀、漫画：近藤佳文）全5巻
- 氷の豚（浅田有皆）2016年No.13 - 2018年No.10
- 国家の猫ムラヤマ（カレー沢薫）2012年No.12 - 2017年No.6
- 古都こと -ユキチのこと-（今井大輔）2015年No.6 - 2016年No.9、『漫画アクション』（双葉社）にて『古都こと -チヒロのこと-』を同時並行連載
- 琴子の道（原作：森高夕次、漫画：松山せいじ）2007年No.7 - 2008年No.1、全2巻
- この○○がエロい!!（金平守人）2010年No.8 - 2013年No.2
  - 満腹!この○○がエロい!!（金平守人）2013年No.3 - 2017年No.14
- コミック ハダカの美奈子（原作：林下美奈子、漫画：国広あづさ）2013年No.21 - 2013年No.22
- こんどる♪（風上旬） - 2012年No.19

### さ行
- サークルゲーム（村生ミオ）全22巻
- さくらんぼ論理（川島よしお）全1巻
  - さくらんぼ論理 - マンガ図書館Z（外部リンク）
- サクリファイス（原作：近藤史恵、漫画：菊地昭夫）2008年No.14 - 2009年No.19、全3巻
- 酒は辛口肴は下ネタ（みさき速）2009年No.4 - 2011年No.5
- 殺戮モルフ（原作：外薗昌也、漫画：小池ノクト）2017年No.5 - 2019年No.5、第1部完
- サバイバー-生残者-（石渡洋司）1999年No.24 - 2000年No.16
- サバス!（原作：土田世紀、漫画：尾上龍太郎）
- ざんねんなこ、のんちゃん（吉沢緑時）全1巻
- 紫苑（原作：花村萬月、漫画：市東亮子）全1巻
- 色即ぜねれいしょん（原作：みうらじゅん、漫画：喜国雅彦）2009年No.19 - 2011年No.10
- シスターヴァイス（原口清志）全1巻
- しばいたろか（こしばしげる）全20巻
- シャッフル（かどたひろし）全6巻
- 十五童貞漂流記（ホリユウスケ）2006年No.18 - 2007年No.24、全2巻
- 18倫（松本タカ）2008年No.1 - 2010年No.1、全5巻
- 樹里（佐藤宏之）1巻（2巻は未刊）
- 純愛ジャンキー（葉月京）2014年No.14 - 2020年No.3
- 将棋の子（原作：大崎善生、漫画：菊池昭夫）2003年No.1 - 2004年No.5、全3巻
- 少年失格 -ナチュラルキッド-（高口里純）全3巻
- JINGI 仁義（立原あゆみ）第1部完、全33巻
  - JINGIS 仁義S（立原あゆみ）2006年No.3 - 2012年No.17
  - 仁義零 JINGI ZERO（立原あゆみ）2012年No.19 - 2017年No.22
  - 仁義 AFTER（立原あゆみ）2019年No7 - 2019年No.22
- 神経科医Dr.イラブ（原作：奥田英朗、漫画：矢口順一）2004年No.6 - 2006年No.15、全3巻
- 新宿同盟（樋田和彦）
- 新選組黙示録（原作：宮崎克、漫画：乾良彦）2003年No.21 - 2006年No.11、全7巻
- 新選組リベリオン（野口賢）2017年No.23 - 2018年No.24
- Switch Witch（茂木清香）2014年No.6 - 2016年No.16
- SCHOOLMATE（あづまゆき）2011年No.23 - 2012年No.3、『ヤングチャンピオン烈』より移籍
  - SCHOOLMATE Kiss（あずまゆき）2012年No.5 - 2014年No.15
- スピーディワンダー（原作：綱本将也、漫画：山根章裕）2010年No.11 - 2016年No.24
- スピードマスター（岸虎次郎）2007年No.11 - 2007年No.18、全1巻
- SPRINGS（米原秀幸）全1巻
- スマイリング!〜晴れやかなロード〜（原作：土橋章宏、漫画：白鳥貴久）2017年No.14 - 2018年No.19
- すんドめ（岡田和人）2006年No.1 - 2009年No.21、全8巻
- 聖戦史サンサーラ・メサイア（原作：北野安騎夫、漫画：細馬信一）全1巻
- セブングレイズ（吉田聡）2016年No.18 - 2017年No.22
- 戦国BASARA ドクガン（猫井ヤスユキ、監修・協力CAPCOM）2016年No.10 - 2017年No.13
- ぜんぜんKODOMO（ふを留美）全4巻
- 戦争めし（魚乃目三太）2015年No.10 - 2015年No.16、※『ヤングチャンピオン烈』・『別冊ヤングチャンピオン』の3誌同時連載
- SOAPのMOKOちゃん（久寿川なるお）全5巻
- 卒業、最後のセーラー服。（白倉由美）全4巻
- ゾンビの星（浜岡賢次）2012年No.9 - 2016年No.12

### た行
- 倒れるときは前のめり。（いのうえさきこ）2005年No.4 - 2013年No.12
- だって好きなんだもん!（志連ユキ枝、協力：春日光広）2012年No.20 - 2013年No.17
- 短編連愛（原作：かないふみの、漫画：秋重学）2011年No.15 - 2011年No.23
- ちっくたっく（玉置勉強）2013年No.11 - 2014年No.23
- ちらん〜特攻兵の幸福食堂〜（魚乃目三太）2019年No.1 - 2020年No.24
- ツインテール（ひのき一志）全1巻
- 月とたまご〜平成竹取物語〜（加藤マユミ）2006年No.1 - 2007年No.5、全3巻
- 剣の舞（岩明均）2000年No.8 - 2000年No.12、単行本『雪の峠・剣の舞』（講談社）収録
- DECEIVER（ディシーバー）（菅生誠司）全3巻
- 鉄筋安坊 -つれてけ甲子園!-（近藤佳文）
- 天使じゃないッ!（岡田和人）全1巻
- 電車男-がんばれ毒男!-（画：道家大輔）2005年No.2 - 2006年No.2、全3巻
- デンドロバテス（原作：石渡洋司、漫画：山根章裕）2006年No.16 - 2009年No.2、全6巻
- 凍牌（トウハイ）（志名坂高次）2006年No.14 - 2011年No.9
  - 凍牌 〜人柱篇〜（志名坂高次）2011年No.11 - 2017年No.12
  - 凍牌 〜ミナゴロシ篇〜（志名坂高次）2017年No.20 - 2021年No.13
- 堂本ルール（阿部秀司）2008年No.19 - 2010年No.16、全5巻
- DODOICHI（一の瀬遊）全4巻
- 轟乙女荘（一智和智）全7巻
- 寅壱トビ丸（白銀章）全1巻
- 都立ホロホロ農業高校（白銀章）全5巻
- どろろ梵（原作：手塚治虫、漫画：道家大輔）2007年No.12 - 2009年No.5、全4巻

### な行
- ナツキ×ハイジ（芹沢直樹）
- ナニワのコッチー（松本タカ）2006年No.15 - 2007年No.8、全2巻
- ナンパ屋KEN（原作：敷神令、漫画：大島岳詩）全2巻
- 日本を創った男 〜渋沢栄一 青き日々〜（星野泰視）2020年No.14 - 2023年No.14
- 眠れる教室の喪女（風上旬）2012年No.20 - 2015年No.2
- ノゾミカナエタマエ（山田花子）

### は行
- 背後霊24時!（がぁさん）2000年No.4 - 、全3巻
- バガ!!（ペJュン）
- 博士と遊ぶな子供たち（吉田浩）2011年No.2 - 2011年NO.17、シリーズ連載
- バキ特別編SAGA〈性〉（板垣恵介）全1巻
- 8・9・3（はち・きゅう・さん）（白銀章）全1巻
- バトル・ロワイアル（原作：高見広春、漫画：田口雅之） - 2005年No.06、全15巻
- バトル・ロワイアル 天使たちの国境（原作：高見広春、漫画：Episode.1 - 大西実生子、Episode.2 - 小熊陽平）
  - Episode.1 2011年No.3 - 2011年No.8
  - Episode.2 2011年No.17 - 2011年No.21
- バビル2世 ザ・リターナー（原作：横山光輝、漫画：野口賢）2010年No.6 - 2017年No.3
- ハルカミラクル（一智和智）全2巻
- 春道（漫画：鈴木大、キャラクター協力：高橋ヒロシ）2009年No.8 - 2011年No.2、全3巻
- ぱンすと。（岡田和人）2016年No.21[4] - 2023年No.15
- 蛮勇なり（笠原倫）全3巻
- BR2/ブリッツ・ロワイアル2（原案：高見広春、漫画：富沢ひとし）2003年No.13 - 2004年No.7、全2巻
- ぴかいち（こしばしげる）全2巻
- 泌尿器科医 一本木守!（高倉あつこ）2001年No.6 - 2005年No.17、全11巻
- 氷室蓮司〜日本統一〜（原作：辻裕之、漫画：常石爾來也）2023年No.23 - 2025年No.7
- ヒメレス 〜私立姫園学園高校女子レスリング部〜（一智和智）2006年No.11 - 2007年No.6、全2巻
- Pureしてるネ!（かたせ湘）全2巻
- ファイティング寿限無（原作：立川談四楼、漫画：野部優美）2011年No.7 - 2012年No.10
- ファイヤーキャンディ（今村夏央）全2巻
- 封印都市（佐江明）全1巻
- 腐しぎの国のリンゴ姫（加藤マユミ）2007年No.19 - 2008年No.13、全2巻
- ふしだらなフェイス（柳沢きみお）全5巻
- ブスの瞳に恋してる（原作：鈴木おさむ、漫画：漫☆画太郎）2005年No.22 - 2006年No.23、全3巻
- ブラック・ジャック NEO（原案：手塚治虫、漫画：田口雅之）全2巻
- ブラック・ジョーク（田口雅之、協力：小池倫太郎）2008年No.5 - 2011年No.7、月1連載、『ヤングチャンピオン烈』に移籍
- BLOOD RAIN（村生ミオ） - 2003年No.7、全9巻
- FREAK（原作：神津しおん、作画：木村僚佑）2012年No.6 - 2012年No.13
- フリーター（原作：三村渉、漫画：早坂よしゆき）全2巻
- フリクションガール（noga）2019年No.14 - 2021年No.1
- ベンゴ★スター（楠本哲）2003年No.10 - 2004年No.13、全3巻
- ポイントD（原作：伊月慶悟、漫画：とんぼはうす）全10巻
- 僕はお姉ちゃんのおもちゃ（原作：よしだもろへ、漫画：柚木涼太）2023年No.19 - 2024年No.24、『ヤンチャンWEB』に移籍
- ほっぷすてっぷじゃんぷッ!（岡田和人）2003年No.3 - 2006年No.6、全9巻

### ま行
- マーダー・パス〜仇討ち許可証〜（小村智之）2009年No.21 - 2010年No.18、全2巻
- 魔月館奇譚（井荻寿一）2003年No.5 - 2007年No.7、全5巻
- 本気!サンダーナ（立原あゆみ）2002年No.20 - 2005年No.21、全7巻
- 本気! 終章 火薬（立原あゆみ）2020年No.3 - 2020年No.10、2020年No.23 - 2021年No.6、 2022年No.4 - 2022年No.11、2023年No.11 - 2023年No.18
- 魔獣狩り（原作：夢枕獏、漫画：青木雅彦）2004年No.7 - 2005年No.12、全3巻
- 魔女の名前（原作：蒼色えれじ、漫画：河村万理）1巻
- 松田優作物語（原作：宮崎克、漫画：高岩ヨシヒロ）全6巻
- ママは同級生（あづまゆき）2008年No.2 - 2011年No.14
- マルクスガール（山本夜羽）全2巻
  - マルクスガール - マンガ図書館Z（※18禁）（外部リンク）
- まるたろう（ホリユウスケ）
- マンガ極皿（企画：吉田至、漫画：魚乃目三太）2017年No.5 - 2018年No.11、『極皿（きわめざら）〜食の因数分解〜』（BSフジ放送）との連動企画、月1連載
- ミスティー美憂（原作：辻ひろみ、漫画：かたせ湘）全1巻
- みつゲッツ（マツリセイシロウ）2004年No.15 - 2005年No.5、単行本未刊
- 南千里物語（どおくまん）全1巻
- メグミックス（倉島圭）2000年No.9 - 2004年No.24、全2巻（単行本は少年チャンピオン・コミックス刊）
- もう一度クラスメイト（水野景太）全3巻
- もがけ!100万馬力 -怪物・滝澤正光-（原作：青柳俊、漫画：近藤良秋）全2巻
- もずく、ウォーキング!（施川ユウキ）2004年No.16、2004年No.19、2005年No.1 - 2008年No.6、全3巻
- もて介（井上三太）2013年No.18 - 2014年No.17
- 森のテグー（施川ユウキ）2008年No.18 - 2010年No.22、全2巻

### や行
- 柳生秘帖・風の抄（原作：古山寛、漫画：谷口ジロー）1992年No.6 - 1992年No.14、全1巻
- 八咫烏夢淡雪（大西実生子）
- やまちち（吉沢緑時）2010年No.20 - 2011年No.15
- ヤリたいほ〜だい（藤田素子）全1巻
- ヤング ブラック・ジャック（原案：手塚治虫、脚本：田畑由秋、漫画：大熊ゆうご）2011年No.24 - 2019年No.13
- ヤンチャン調査部 オレに聞かれても（金平守人）2006年No.21 - 2009年No.13
- ヨルとネル（施川ユウキ）2015年No.5 - 2016年No.17

### ら行
- 竜胆 道玄坂探偵事務所（原作：花村萬月、漫画：市東亮子）全1巻
- 恋愛活動（村生ミオ）2006年No.10 - 2006年No.24、全1巻
- 恋愛ジャンキー（葉月京）全26巻
- ロイヤルドッグ -忠実な犬-（高口里純）全2巻
- 路地裏のバッター（古泉智浩）2002年No.17 - 2002年No.21、全1巻（単行本『青春☆金属バット』に収録）
- RODIN（原作：谷津弘幸、漫画：佐藤マコト）2005年No.19 - 2006年No.15、全2巻

### わ行
- わがままみっちゃん!（とがしやすたか）
- わが指のオーケストラ（山本おさむ）全4巻
- 笑う吸血鬼（丸尾末広）全1巻
  - ハライソ 〜笑う吸血鬼2〜（丸尾末広）2003年No.7 - 2003年No.21、全1巻
- 笑ゥてれびまん（原作：わたなべ桃太郎、漫画：浜田ブリトニー）2013年No.23 - 2014年No.13

## 映像化

### アニメ化
| 作品                      | 放送年 | アニメーション制作         | 備考                                     |
| ------------------------- | ------ | -------------------------- | ---------------------------------------- |
| ヤング ブラック・ジャック | 2015年 | 手塚プロダクション         |                                          |
| 裏レート麻雀闘牌録 凍牌   | 2024年 | イーストフィッシュスタジオ | タイトルは「凍牌〜裏レート麻雀闘牌録〜」 |

| 作品            | 発売年          | アニメーション制作 | 備考    |
| --------------- | --------------- | ------------------ | ------- |
| JINGI 仁義      | 1991年 - 1992年 | N/A                |         |
| 教科書にないッ! | 1998年          | AIC                | R15指定 |
| エイリアン9     | 2001年 - 2002年 | GENCO、J.C.STAFF   |         |

### 実写化
| 作品                           | 放送年       | 制作                   | 備考                               |
| ------------------------------ | ------------ | ---------------------- | ---------------------------------- |
| Xenos                          | 2007年       | テレパック、テレビ東京 |                                    |
| 教科書にないッ!                | 2007年       | N/A                    | 韓国ドラマ。タイトルは「I am Sam」 |
| ちらん〜特攻兵の幸福食堂〜     | 2021年（SP） | NHKエンタープライズ    | タイトルは「特攻兵の幸福食堂」     |
| ちょい釣りダンディ             | 2022年       | N/A                    |                                    |
| 院内警察〜アスクレピオスの蛇〜 | 2024年       | フジテレビ             | タイトルは「院内警察」             |

| 作品     | 配信年 | 制作           | 備考 |
| -------- | ------ | -------------- | ---- |
| すんドめ | 2023年 | アフロディーテ |      |

| 作品             | 公開年                            | 配給                     | 備考                                                                                  |
| ---------------- | --------------------------------- | ------------------------ | ------------------------------------------------------------------------------------- |
| JINGI 仁義       | 1991年                            | 東映                     | タイトルは「仁義 JINGI」 オリジナルビデオ版に続く                                     |
| 路地裏のバッター | 2006年                            | 日本出版販売             |                                                                                       |
| スピードマスター | 2007年                            | 東芝エンタテイメント     |                                                                                       |
| すんドめ         | 2007年 - 2009年 （第1作 - 第4作） | ティーエムシー           | タイトルは1作目はそのまま、以降はナンバリング付、4作目はその後ろに「The Final」が付く |
| すんドめ         | 2015年（第5作）                   | 日本出版販売             |                                                                                       |
| すんドめ         | 2017年（第6作）                   | 日本出版販売             | タイトルは「すんドめNew」                                                             |
| 18倫             | 2009年（第1作）                   | ティーエムシー           | 1作目のタイトルは「実写版 18倫」 2作目のタイトルは「18倫 アイドルを探せ!」            |
| 18倫             | 2010年（第2作）                   | ティーエムシー           | 1作目のタイトルは「実写版 18倫」 2作目のタイトルは「18倫 アイドルを探せ!」            |
| いびつ           | 2013年                            | チャンスイン、キャンター |                                                                                       |
| いっツー         | 2014年（第1作・第2作）            | クロックワークス         | 1作目のタイトルは「いっツー THE MOVIE」 2作目のタイトルは「いっツー THE MOVIE 2」     |
| 教科書にないッ!  | 2016年（第1作・第2作）            | 日本出版販売             | タイトルは1作目はそのまま、以降はナンバリング付                                       |
| 教科書にないッ!  | 2017年（第3作・第4作）            | 日本出版販売             | タイトルは1作目はそのまま、以降はナンバリング付                                       |
| 教科書にないッ!  | 2019年（第5作・第6作）            | 日本出版販売             | タイトルは1作目はそのまま、以降はナンバリング付                                       |
| OUT              | 2023年                            | KADOKAWA                 |                                                                                       |

| 作品                    | 発売年                            | 制作                     | 備考 |
| ----------------------- | --------------------------------- | ------------------------ | --- |
| JINGI 仁義              | 1994年 - 2008年（第2作 - 第50作） | N/A                      | 実写映画版の続編。第50作目でいったん完結、その後はその続編。タイトルはナンバリング付で、5作目からは副題もあり。発売元・販売元は時期によって変わる |
| JINGI 仁義              | 2009年（第51作・第52作）          | N/A                      | 実写映画版の続編。第50作目でいったん完結、その後はその続編。タイトルはナンバリング付で、5作目からは副題もあり。発売元・販売元は時期によって変わる |
| JINGI 仁義              | 2012年（頂上編 第1作 - 第4作）    | N/A                      | 実写映画版の続編。第50作目でいったん完結、その後はその続編。タイトルはナンバリング付で、5作目からは副題もあり。発売元・販売元は時期によって変わる |
| 教科書にないッ!         | 1995年                            | N/A                      | |
| 裏レート麻雀闘牌録 凍牌 | 2013年（第1期・第2期）            | ケイズエンターテイメント | 1期目のタイトルは「凍牌〜裏レート麻雀闘牌録〜」 2期目のタイトルは「凍牌〜裏レート麻雀闘牌録〜 全日本竜凰位トーナメント篇」                        |

## 発行部数
- 2011年（2010年10月1日 - 2011年9月30日） - 250,000部（公称部数）[5]
- 2012年（2011年10月1日 - 2012年9月30日） - 250,000部（公称部数）[6]
- 2013年（2012年10月1日 - 2013年9月30日） - 250,000部（公称部数）[7]

## ヤンチャンWeb
『ヤンチャンWeb』は、本誌の系列4誌の作品が掲載されるエンタメサイト。本誌のほか、『ヤングチャンピオン烈』、『別冊ヤングチャンピオン』、『どこでもヤングチャンピオン』の作品を配信。『マンガクロス』の一部の作品、本サイトのオリジナル作品、2月に新設されたタテ読みフルカラーマンガレーベル「J-TOON」の作品も掲載される。グラビアも毎日更新され、本誌に掲載されなかった「アザーPHOTO」や撮りおろしも掲載。待つと無料のシステムで、「コミチ＋」が導入されている。